# Laura van Dolron
Laura van Dolron (Rotterdam, 1976) is een Nederlandse theatermaker. Zij studeerde aan de Toneelacademie Maastricht die ze in 2001 als regisseur voltooide. Na een drietal voorstellingen met haar eigen Vlaamse gezelschap Het Zesde Bedrijf, schreef, speelde en regisseerde zij bij verschillende Nederlandse werkplaatsen en zomerfestivals en grote en kleine toneelgezelschappen. Sinds 2009 is ze artist in residence bij het Nationale Toneel en heeft ze haar eigen gezelschap, Goed gezelschap van Laura.

## Prijzen
- Guido de Moorprijs 2012[2]
- Eric Vosprijs 2008
- Charlotte Köhlerprijs 2007
- BNG Nieuwe Theatermakersprijs 2007
- Young Makers Award 2004
- Limelightprijs 2003

## Voorstellingen
- (het Nationale Toneel 2015)[3]
- Ariane Schluter speelt alleen voor jullie (tekst en regie, coproductie tussen het Nationale Toneel en In Goed Gezelschap van Laura, 2012)
- Best of Laura (oudejaarsconference, het Nationale Toneel 2011)
- Wat nodig is (het Nationale Toneel 2011)
- Sartre zegt Sorry (het Nationale Toneel 2011)
- StemWIJZER (het Nationale Toneel 2010)
- Iemand moet het doen (het Nationale Toneel 2009, reprise 2010)
- Mijn naam is Rachel Corrie (Noord Nederlands Toneel 2008)
- Onschuld (Tweetakt 2008)
- Babyboomers (Noord Nederlands Toneel 2007)
- Lieg ik soms? (Noord Nederlands Toneel 2006)
- Wondersloffen (De Achterbankgeneratie 2006)
- Soldiers of misfortunes (Melkweg (Amsterdam) 2005)
- Later Weiter (Huis a/d Werf 2004)
- Something bigger (Huis a/d Werf 2002)
- Everything you say (Het Zesde Bedrijf 2003)
- In the prime of their lives (Huis a/d Werf 2003)
- Ik leef zo'n beetje adembenemend (De Troika 2002)
- Catching the Catcher (Plaza productie 2001)

Voorstellingen bij Frascati (voorheen Gasthuis)
- Het voordeel van de twijfel (2010)
- Als gekken (2009)
- Welk stuk? (2008)
- Laura & Lars (2008)
- Laatste Nachtmerrie (2007, geselecteerd voor TF1, Theaterfestifal 2008)
- Walden Revisited (2007, geselecteerd voor TF1 (openingsvoorstelling), Theaterfestival 2007)
- Over Morgen (2006, geselecteerd voor de Serie Nieuwe Theatermakers 2006-2007)
- Existential make-over (2004, geselecteerd voor de Serie Nieuwe Theatermakers 2004-2005) (coproductie met Limelight)

## Radio
Laura was onderdeel van het team van 'opschudders' bij het KRO programma Hemelbestormers iedere zondag van 12:00 tot 14:00 met presentator Stefan Stasse Daar bracht ze met regelmaat een live uitgevoerde radiocolumn.